# 新亞歷山德里夫卡 (克拉斯諾里琴斯凱市鎮)
49°15′21″N 38°11′57″E / 49.25583°N 38.19917°E
新亞歷山德里夫卡（烏克蘭語：Новоолександрівка），是烏克蘭的村落，位於該國東部盧甘斯克州，由斯瓦托韋區的克拉斯诺里琴斯凯市镇負責管轄，始建於1956年，面積3.42平方公里，海拔高度78米，2001年人口538，人口密度每平方公里157.4人。